# サント＝コロンブ＝ラ＝コマンドリー
サント＝コロンブ＝ラ＝コマンドリー （Sainte-Colombe-la-Commanderie）は、フランス、ノルマンディー地域圏、ウール県のコミューン。

## 地理
1150年、リシャール・ダルクールによって、テンプル騎士団のコマンドリーである、コマンドリー・ド・サンテティエンヌ・ド・レンヌヴィルがつくられた。
かつては駅馬車が停車した。
1969年1月6日、コミューンはサント＝コロンブ＝ラ＝カンパーニュからサント＝コロンブ＝ラ＝コマンドリーに改名した。

## 人口統計
| 1962年 | 1968年 | 1975年 | 1982年 | 1990年 | 1999年 | 2006年 | 2012年 |
| ------ | ------ | ------ | ------ | ------ | ------ | ------ | ------ |
| 343    | 345    | 441    | 498    | 546    | 588    | 639    | 758    |

source=1999年までLdh/EHESS/Cassini、2004年以降INSEE